# Tarjeta ABTC
Tarjeta de Viajes de Negocios APEC (o ABTC, por su acrónimo en inglés APEC Business Travel Card) es un documento de viaje entregado a empresarios de los países miembros del Foro de Cooperación Económica Asia-Pacífico (APEC).
Esta tarjeta les permite realizar viajes de 90 días cada vez, en un lapso de tres años, sin necesidad de solicitar la tradicional visa de negocios, facilitando de esta forma la circulación de los hombres de negocios en la región Asia Pacífico, además de obtener facilidades en los principales terminales aéreos internacionales de dicha área dispuestos especialmente para este fin.
La oficina central de administración del sistema de la tarjeta ABTC tiene su sede en Australia.

## Países
- Australia
- Brunéi Darussalam
- Chile
- China
- Hong Kong
- Indonesia
- Japón
- Corea del Sur
- México
- Malasia
- Nueva Zelanda
- Filipinas
- Papua Nueva Guinea
- Perú
- Rusia
- Singapur
- Tailandia
- Taiwán
- Vietnam

Miembros del sistema.
Miembros transitorios (Canadá, Estados Unidos).

Las dos únicas economías que no participan en el programa, aunque dan facilidades en sus aeropuertos a los portadores de las tarjetas, son Estados Unidos y Canadá.